# Anolis campbelli
Anolis campbelli (аноліс Кемпбелла) — вид ігуаноподібних ящірок родини анолісових (Dactyloidae). Мешкає в Гватемалі і Мексиці. Вид названий на честь американського герпетолога Джонатана Етвуда Кемпбелла.

## Поширення і екологія
Аноліси Кемпбелла мешкають в горах Сьєрра-де-лос-Кучуматанес на заході Гватемали та в сусідніх районах мексиканського штату Чіапас. Вони живуть в гірських хмарних лісах, на висоті від 1540 до 1660 м над рівнем моря. Відкладають яйця.

## Збереження
МСОП класифікує цей вид як такий, що перебуває під загрозою зникнення. Anolis campbelli загрожує знищення природного середовища.